# Luc Wallays
Luc Wallays (Roeselare, 7 augustus 1961 - Roeselare, 5 maart 2013) was een Belgische profwielrenner en winnaar van de Ronde van de Aostavallei in 1983.
Hij is de oom van Jelle Wallays en Jens Wallays.

## Biografie
Hij groeide op als oudste zoon van Frans Wallays en Noëlla Coghe in een landbouwersgezin. Zijn lagere school volgde hij in het Ruiterschooltje en deed daarna zijn middelbaar aan het Klein Seminarie te Roeselare. Later studeerde hij voor kinesist.
Vanaf 1988, na zijn sportcarrière, had hij een zelfstandig praktijk als kinesist en begeleidde jonge renners als mentalcoach tot aan zijn overlijden. Hij stichtte onder ander Jonge Renners Roeselare en werd in 2008 topsportcoördinator van de Wielerbond Vlaanderen als opvolger van Ferdi Van Den Haute.
Hij was getrouwd met de loopster Karin Bakker sinds 1991.
In 2008 werd lymfoom leukemie vastgesteld en in 2011 beenmergkanker.

## Sportcarrière
Op 14-jarige leeftijd sloot hij zich aan bij KSV Deerlijk Atlas en bleef daar tot belofte.
Op 21-jarige leeftijd in 1982 won hij het bergklassement in de ronde van Aosta. Het jaar nadien won hij de gehele ronde.
Tijdens de Ronde van Chilli in 1983 waar hij met de nationale ploeg was raakte hij besmet met paratyfus.
In 1984 kreeg hij een contract van Tönissteiner - Lotto - Mavic - Pecotex (België) en werd prof.
Later zat hij nog in Tönissteiner - TW Rock - BASF - Humo (België) in 1985, Fangio - AD Renting (België) in 1986, ADR - Fangio - IOC - MBK (België) in 1987 en ADR - Mini-Flat - Enerday (België) in 1988
Hij was 5 jaar actief als prof wielrenner en won enkel nog in Haasdonk.
De ronde van Frankrijk deed hij mee in 1985.

### Uitslagen
- 1980 - 3e in Trofee van Vlaanderen Reningelst, Junioren (België)
- 1982 - 3e in Eindklassement Giro della Valle d'Aosta (Italië)
- 1983 - 1e in Eindklassement Giro della Valle d'Aosta (Italië)
- 1984 - 2e in Zele (België)
- 1985 - 1e in Haasdonk (a) (België)
- 1985 - 107e in Proloog Tour de France, Plumelec (Frankrijk)
- 1985 - 110e in 1e etappe Tour de France, Lanester (Frankrijk)
- 1985 - 113e in 2e etappe Tour de France, Vitré (Frankrijk)
- 1985 - 89e in 4e etappe Tour de France, Pont-Audemer (Frankrijk)
- 1985 - 62e in 5e etappe Tour de France, Tourcoing/Roubaix (Frankrijk)
- 1985 - 3e in Izegem (België)
- 1985 - 2e in Omloop van de Vlasstreek (België)
- 1985 - 2e in Neder-over-Heembeek (België)
- 1986 - 2e in Omloop Hageland-Zuiderkempen, Betekom (België)

## Resultaten in voornaamste wedstrijden
| Jaar | Gent-Wevelgem | Parijs-Roubaix | Luik-Bast.‑Luik |
| ---- | ------------- | -------------- | --------------- |
| 1985 | 37e           | 29e            |                 |
| 1986 |               |                | 28e             |
| 1987 |               |                | 88e             |

Wielerploegen van Luc Wallays
Alberts · Beneke · Braun · Bruyere · Castaing · Colyn · De Wolf · Dekeukelaere · Demol · D'Hont · Dierickx · Dorgelo · Durant · Easton · Engelbrecht · Galvez · Lameire · Matt · Mullan · Onnockx · Salomon · Scharmin · Tackaert · Van den Branden · Van Den Haute · van der Hulst · Van Hoof · Van Voren · Verplancke · Versluys · Wallays · Wayenberg · Whitesel
Colyn · De Backer · De Wolf · Demol · Devos · Dierickx · Dorgelo · Hoste · Huyghe · Kuum · Lameire · Liboton · Martens · Museeuw · Onnockx · Planckaert · Scharmin · Szostek · Van Den Abeele · Van Keirsbulck · Van Vooren · Verschuere · Wallays · Wayenberg · Willems